# Théâtre LGBT
Pour des articles plus généraux, voir Culture LGBT et Théâtre.
Le théâtre LGBT, aussi appelé théâtre gay et lesbien, théâtre homosexuel ou théâtre queer, est l'ensemble des représentations théâtrales abordant des thématiques LGBT ; celles-ci s'alimentent et influencent la représentation de l'homosexualité et de la transidentité dans l'ensemble du théâtre et ne peut ainsi en être complètement séparé.

## Production théâtrale LGBT

### Histoire

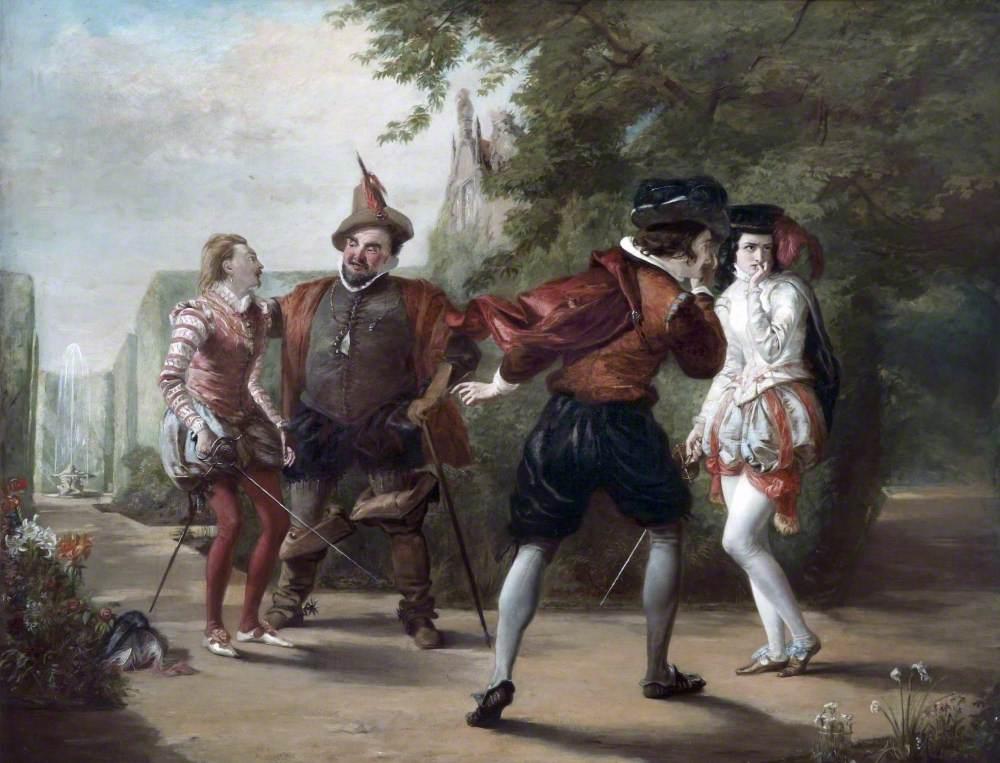
William Powell Frith, scène de La Nuit des rois, peinture du XIXe siècle conservée à la Walker Art Gallery

Dès le XVe siècle apparaît dans le théâtre occidental, une culture d'acteurs et d'actrices se travestissant pour jouer des personnages de l'autre sexe ; cela, en particulier en Angleterre en raison de l'interdiction de la profession d'acteur aux femmes ou en Espagne où, à l'inverse, de nombreuses actrices se travestissent en hommes. Plusieurs auteurs, tels que le bisexuel William Shakespeare, jouent de l'ambiguïté de ce travestissement, où le public peut voir un personnage féminin interagir avec un personnage masculin, ou deux hommes, dont l'un travesti, interagir entre eux.
En 1960 aux États-Unis apparaît le terme « théâtre homosexuel », pour désigner de manière péjorative le théâtre de Broadway et plus particulièrement les productions de Tennessee Williams et d'Edward Albee ; en effet, la presse n'accepte alors que la représentation de personnages homosexuels malheureux et stéréotypés. En parallèle de cette critique naît le théâtre gay et lesbien pensé comme tel, avec en 1958 la création du Caffe Cino (en) entièrement consacré à ce genre et ensuite rejoint par le Théâtre Rhinoceros de San Francisco et le Women's Own World de New York. Un développement parallèle a lieu en France, avec la première en 1949 de Haute Surveillance de Jean Genet.
Dans les années 1980 et 1990, Holly Hughes (en) met en scène des relations lesbiennes butch/fem où l'imagerie criminel sert à représenter la répression pesant sur les représentations LGBT. D'autres artistes poursuivent cette expérience du théâtre total, tels que Ron Athey et Reza Abdoh (en), dont l’œuvre à tous les deux est marquée par la pandémie de SIDA.

### Théâtre contemporain
Le dramaturge espagnol Alberto Conejero, né en 1978 en Andalousie, est l'une des grandes personnalités européennes du théâtre LGBT. Il est notamment connu pour l'œuvre El caso de Cliff, sur la vie de Montgomery Clift, et surtout pour la pièce à succès La Piedra oscura, évocation de la vie de couple du joueur de football Rafael Rodríguez Rapún et du poète Federico García Lorca pendant la guerre d'Espagne, dont le rôle principal est joué par l'acteur catalan Daniel Grao.